# Omatjette
Omatjette, auch Omatjete, ist eine Siedlung im Wahlkreis Daures in der Region Erongo im zentralen Westen Namibias. Die Siedlung liegt etwa 65 Kilometer nordwestliche der Ortschaft Omaruru.
Omatjete verfügt über eine Klinik.
Die Ortschaft trug historisch den Namen Omatjate (Otjiherero), der so viel wie leckeres Wasser bedeutet. Der Name ist auf das gute Wasser einer Quelle am westlichen Rand der Siedlung zurückzuführen.